# ترنس‌نوسا ایر سرویسز
ترنس‌نوسا ایر سرویسز (به انگلیسی: TransNusa Air Services) یک شرکت هواپیمایی با کد یاتا Previously M8 - Not listed now است که در ۲۰۰۵ میلادی تأسیس شده‌است. دفتر مرکزی ترنس‌نوسا ایر سرویسز در کوپانگ، اندونزی واقع شده‌است.